# Montceau-les-Mines
Montceau-les-Mines – miejscowość i gmina we Francji, w regionie Burgundia-Franche-Comté, w departamencie Saona i Loara.
Według danych na rok 1990 gminę zamieszkiwało 22 999 osób, a gęstość zaludnienia wynosiła 1384 osoby/km² (wśród 2044 gmin Burgundii Montceau-les-Mines plasuje się na 8. miejscu pod względem liczby ludności, natomiast pod względem powierzchni na miejscu 569.).
Jednym z miast partnerskich Montceau-les-Mines są Żory
Polska Misja Katolicka:
- Msze święte i inne sakramenty po polsku: http://www.montceau.parafia.info.pl

## Współpraca
- Żory, Polska
- Geislingen an der Steige, Niemcy